# Van Caloen

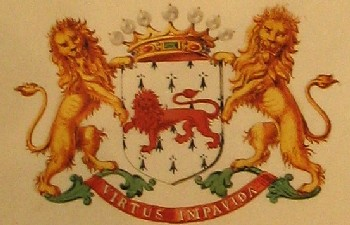
Wapenschild van Caloen

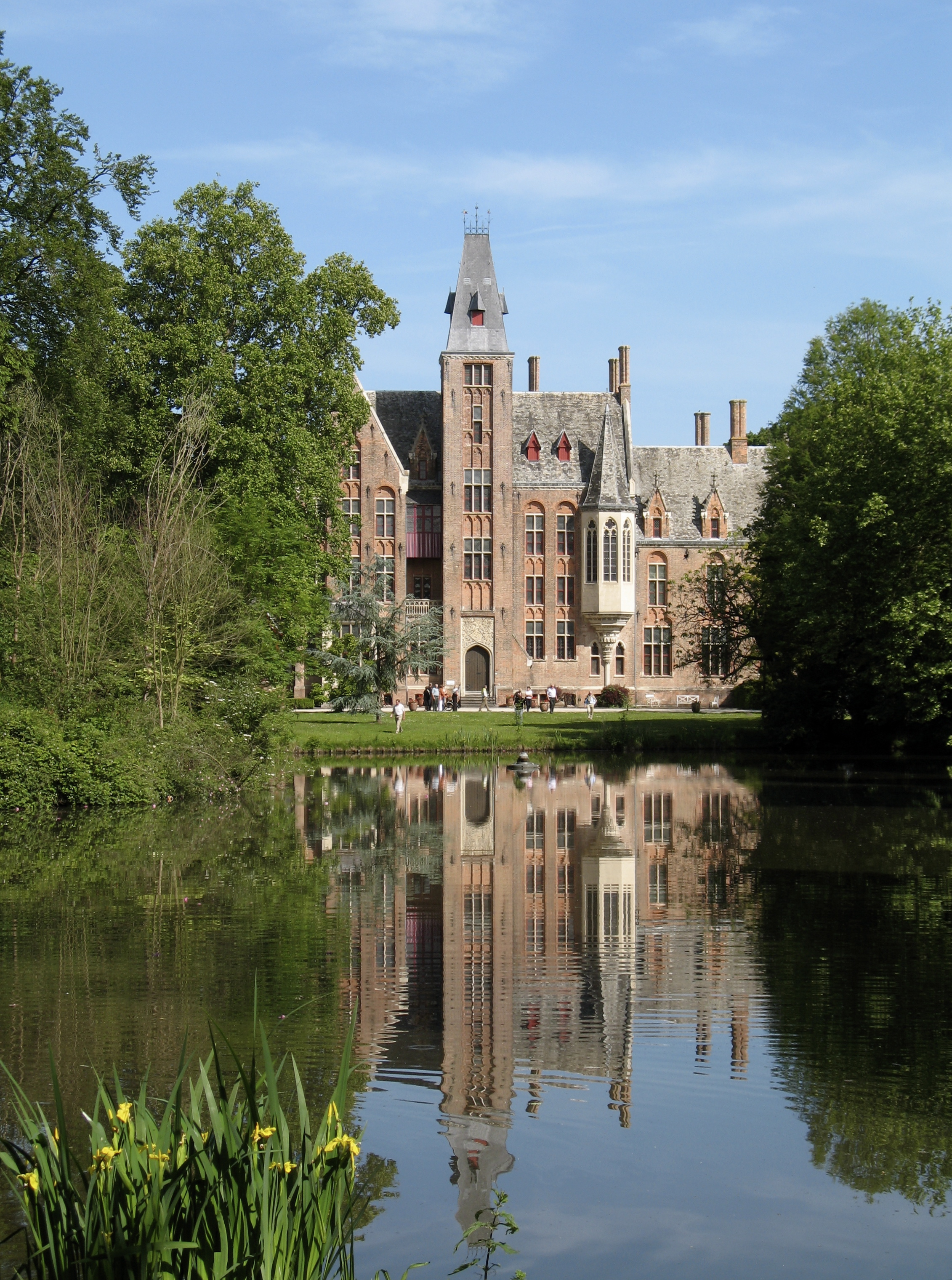
Het kasteel van Loppem

Het geslacht Van Caloen is een Belgische adellijke familie, afkomstig uit de streek van Doornik en vanaf de achttiende eeuw vooral gevestigd in Brugge en het Brugse Vrije.

## Oorsprong
Calonne-sur-l'Escaut, Caloen in het Nederlands, is een klein dorpje in de streek van Doornik dat nu deel uitmaakt van de gemeente Antoing. Het dorpje dankt zijn rijkdom aan zijn steengroeven. In die tijd werden de stenen op binnenschepen via de Schelde vervoerd. De rekeningen van de Sint-Baafskathedraal te Gent vermelden regelmatig aankopen van stenen van Caloen. In de veertiende eeuw volgden twee leden van de Calonne-familie de route van de stenen en vernederlandsten hun naam van 'de Calonne' naar 'van Caloen'. De ene werd grootbaljuw van de stad Gent, de andere stichtte een familie van wie de nakomelingen wortel schieten in verschillende delen van het Brugse Vrije.
Terwijl hun neven 'de Calonne' militaire functies in het Franse leger betraden of abt werden in Spanje, werden de Van Caloens in Vlaanderen vooral grondbezitters en grondbeheerders. De Franse tak 'de Calonne' is tot vandaag geëvolueerd naar de graven 'de Calonne d'Avesnes'.
Een eerste lid van het geslacht verkreeg de titel van ridder in 1648. Leden van het geslacht bekleedden belangrijke functies (onder meer burgemeester) in de stad Brugge en het Brugse Vrije. Onder het Verenigd Koninkrijk der Nederlanden verkregen de meeste familietakken erkenning in de adelstand.
Een eerste baronstitel, overdraagbaar bij mannelijke eerstgeboorte, werd aan de oudste familietak verleend in 1839, voortaan Van Caloen de Basseghem genoemd. De andere leden van de familie Van Caloen de Basseghem behielden de titel jonkheer of jonkvrouw.
Bekendheid verwierf de familie met Charles van Caloen (1815-1896), senator, burgemeester van Loppem, en bouwheer van het Kasteel van Loppem. Hij werd baron in 1857, titel die in 1878 werd uitgebreid tot al zijn naamdragenden (van Caloen), mannelijke en vrouwelijke afstammelingen.

## Bekende vertegenwoordigers
- Cornelius Ghislenus van Caloen (1685-1757), algemeen ontvanger van de konvooirechten, x Marie-Josèphe Nieulant (1703-1780)
  - Pieter Cornelius van Caloen (1726-1787), heer van Zedelgem, griffier van het Brugse Vrije, x Anne de l'Espée (°1804)
    - Anselme van Caloen (1762-1825), laatste heer van Zedelgem, x Thérèse Le Gillon (1764-1852)
      - Anselme van Caloen de Basseghem (1803-1876), burgemeester van Varsenare, x Marie-Thérèse de Croeser de Berges (1811-1887)
        - Octave van Caloen de Basseghem (1835-1897), burgemeester van Varsenare, x Augusta de Crombrugghe (1845-1933)
        - Paul van Caloen de Basseghem (1843-1920), burgemeester van Moregem, x Irma de Neve de Roden (1839-1914)
        - Julien van Caloen de Basseghem (1844-1936), burgemeester van Varsenare, x Alice van Hamme (1853-1919)
          - René baron van Caloen de Basseghem (1880-1968), x Anne-Marie Otto de Mentock (1894-1975)
            - Julien baron van Caloen de Basseghem (1915-1971), diplomaat en assistent van de grootmaarschalk van het hof, x Nicole de Hemptinne (1928-1950), xx Monique d'Udekem d'Acoz (1930-)
              - Jean baron van Caloen de Basseghem (°1954), x Evelyne van der Haegen (°1953)
                - Julien van Caloen de Basseghem (°1986)

        - Camille van Caloen de Basseghem (1846-1903), burgemeester van Varsenare, x Maria de Bie de Westvoorde (1855-1929)
          - Robert van Caloen de Basseghem (1883-1946), burgemeester van Varsenare, x Alice de Formanoir de la Cazerie (1885-1957)
            - Jacques van Caloen de Basseghem (1910-1990), laatste burgemeester van Varsenare
            - Christian van Caloen de Basseghem (1911-2003), x Madeleine Gillès de Pélichy (1916-2005)
              - Brigitte van Caloen de Basseghem (1957) x in 1980 met Pierre Warnauts (1951), vice-admiraal b.d., chef van het protocol van het Huis van de koningen Albert II en Philippe

    - Henri-Maurice van Caloen (1764-1824) x Catherine van der Beken de Cringen (1776-1834)
      - Marie-Prudence van Caloen (1805-1869) x Edmond de Man (1803-1868), lid van het Nationaal Congres
      - Marie-Mathilde van Caloen (1808-1856) x Jules de Serret (1803-1869), burgemeester van Sint-Michiels

  - Karel Lodewijk van Caloen (1732-1817), schepen van het Brugse Vrije, x Justine Rotsaert de Hertaing (°1806)
    - François van Caloen Arents (1770-1828), voorzitter van de rechtbank van eerste aanleg in Brugge, x Françoise Arents (1779-1857), genaamd Van Caloen Arents.
      - Charles-François van Caloen Arents (1802-1877), voorzitter van de rechtbank van eerste aanleg in Brugge, x Adelaïde van Ockerhout (1793-1850), xx Marie-Louise van Hamme (1810-1872)
      - Louis-Casimir van Caloen Arents (1809-1842), burgemeester van Koolkerke

    - Anselme van Caloen (1772-1814)
      - Charles van Caloen (1804-1873) x Eulalie van Caloen Arents (1817-1872)
        - Alphonse van Caloen (1852-1928), burgemeester van Koolkerke

  - Jozef van Caloen (1737-1807), burgemeester van het Brugse Vrije en van Brugge, x Isabelle Boudins 
    - Joseph-Bernard van Caloen (1776-1848), burgemeester van Loppem, Marie-Catherine de Potter (1793-1864)
      - Charles van Caloen (1815-1896), burgemeester van Loppem, x Savina de Gourcy Serainchamps (1825-1912)
        - Gerard van Caloen (1853-1932), abt van de Sint-Andriesabdij
        - Albert van Caloen (1856-1933), burgemeester van Loppem, gastheer van koning Albert I en van de regering van Loppem (1918) x Marie-Thérèse van Ockerhout (1858-1940)
          - Léon van Caloen (1883-1961), ambassaderaad x Geneviève de Briey (1892-1956)
            - Albert-Gérard van Caloen (1925-2006), lid Geheim Leger x Marie-Agnes de Crombrugghe de Looringhe (°1925)
              - Thierry van Caloen (°1958), x Isabelle Orban (°1960), beheerster van het kasteel van Loppem

          - Jean van Caloen (1884-1972), bracht het kasteel en aanhorigheden onder in een naar hem genoemde stichting, x Caroline van Caloen (1896-1926)
            - Roland van Caloen (1920-2014), voorzitter van de Stichting Jean Van Caloen

          - Joseph van Caloen (1885-1973) x Germaine Rotsart de Hertaing (1890-1952)
            - Roger van Caloen (1912-1985) x Monique barones de Coninck de Merckem (1920-2012), beheerder van het kasteel van Loppem
            - Ludovic van Caloen (1918-1989) x Ghislaine de Coninck de Merckem (1919-2021)
              - Pierre-Daniel van Caloen (°1947), benedictijn
              - Bernard van Caloen (°1953), trappist, abt van de Abdij op de Katsberg

            - Donatienne van Caloen (1922-2005) x Paul Meyers (1921-2010), burgemeester van Hasselt
            - Pierre-Damien van Caloen (1927-2019), bankier x Monique Struye de Swielande (1928-2019)
              - Véronique van Caloen (°1952), kunsthistorica, conservator van het kasteel van Loppem

            - Ignace van Caloen (1931-2000) x Marie-Dorothée Misonne (°1932)

          - Marie-Thérèse van Caloen (1887-1971) x Jean Philippe Eugène Fremin du Sartel (1881-1957)
          - Karl van Caloen (1889-1975), burgemeester van Loppem x Félicité du Fresne de Beaucourt (1893-1925), xx Marie-Jeanne van Outryve d'Ydewalle (1900-1993)
            - Savina van Caloen (1923-2015) x Ides Janssens de Bisthoven (1921-2015), laatste burgemeester van Waardamme

          - Gertrude van Caloen (1890-1977) x Roger Le Mesre de Pas (1891-1975)
          - Magdeleine van Caloen (1893-1977) x Adalbert de Francqueville (1890-1951)
          - Savina van Caloen (1892-1980) x Robert de Lencquesaing (1889-1968)
          - Germaine van Caloen (1900-1986) x Ernest Iweins d'Eeckhoutte (1896-1963)

        - Ernest van Caloen (1859-1937), schepen van Brugge, x Marguerite van Caloen de Basseghem (1868-1939)
          - Geneviève van Caloen (1894-1935) x Léon de Pierpont Surmont de Volsberghe (1894-1971)
          - Caroline van Caloen (1896-1926) x Jean van Caloen (1884-1972)
          - Ernest van Caloen (1905-1995), laatste kasteelheer van 'Ten Berge', Koolkerke, x Thérèse Coppieters-Stockhove (1907-2001)
            - François van Caloen (1930-2006), laatste privé-eigenaar van het Gruuthuse-handschrift
              - Alexandre van Caloen (°1954), x Charlotte de Moffarts (°1957)

          - Marie-Louise van Caloen (1907-1976) x Joseph van Outryve d'Ydewalle (1906-1990)

      - Louis-Marie van Caloen (1817-1912), jezuïet, stichter van de Franciscus-Xaverius Vereniging